# Rancajaya
Rancajaya is een bestuurslaag in het regentschap Subang van de provincie West-Java, Indonesië. Rancajaya telt 5227 inwoners (volkstelling 2010).